# سيتي كونكشن (لعبة فيديو)
سيتي كونكشن (بالإنجليزية: City Connection) (باليابانية:シティコネクション) وتنطق باليابانية شيتي كونكوشن، هي لعبة فيديو يابانية أنتجت شركة جاليكو سنة 1985م، والتي تعمل بأنظمة عدة ومنها: صخر ونينتندو إنترتينمنت سيستم، وتلعب هذه اللعبة لشخص وشخصان فقط، وتدور اللعبة حول قائد السيارات تجوب في بلدان وعواصم عدة، والهدف الرئيسي من اللعبة هو اللمس بالمساحات الفارغة والحذر من مركبات الشرطة والحذر كذلك من الدهس للقطة.
تتكون بلدان ومدن عدة ومنها: باريس والجزر الشرقية ومنهاتن ومصر، والهند ولندن وهولندا والصين وسيدني واليابان.

## وصلات خارجية
- City Connection at موبي جيمز
- سيتي كونكشن (لعبة فيديو) guide في موقع ستراتيجي ويكي
- City Connection arcade screenshots
- City Connection Reloaded نسخة محفوظة 5 يوليو 2008 على موقع واي باك مشين., remake of the game.